# 로미상

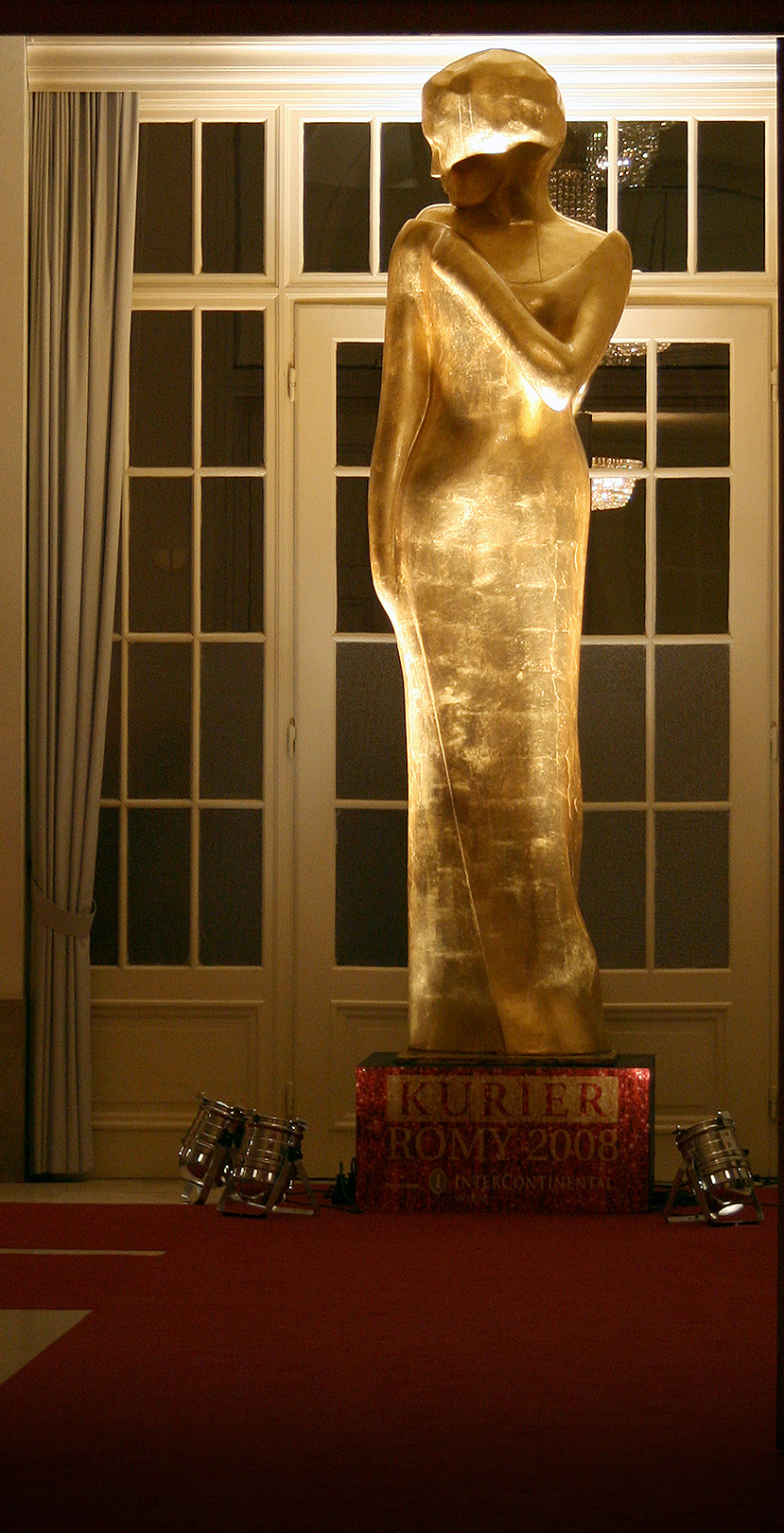
로미상 트로피의 거대상 모습

로미상(The Romy)은 오스트리아의 신문사 쿠히어에서 수여하는 텔레비전상이다. 1990년 설립됐으며, 상의 이름은 오스트리아의 배우 로미 슈나이더의 이름에서 따왔다.

## 같이 보기
- 로미 슈나이더상